# Juan Colucho
Juan Eduardo Colucho (ur. 30 lipca 1987 w Buenos Aires) – argentyński aktor telewizyjny i teatralny, model.

## Filmografia
- 2013: Oblicza miłości
- 2013: Mi corazón es tuyo
- 2013-2014: Cudowna róża jako Efrén / Federico / Benjamín / Ángel / Uriel
- 2014: Włoska narzeczona jako Enrique